# Podmínečný křest
Hlavní křesťanská teologie (včetně římskokatolické, pravoslavné, starobylé východní, církve východu, anglikánské, luteránské a většiny ostatních protestantů) tradičně zastává názor, že pro udělení dobrodiní této svátosti je platný pouze jeden křest. Proto v případech, kdy jsou pochybnosti o platnosti křtu, může být proveden podmínečný křest. Existují i další podmínečné svátosti.
Tridentský koncil definoval dogma, že je zakázáno křtít již pokřtěného člověka, protože první křest zanechá na duši nesmazatelné znamení. Stejně tak „metodističtí teologové tvrdili, že jelikož Bůh nikdy nezruší smlouvu uzavřenou a zpečetěnou s náležitým úmyslem, opakovaný křest vůbec nepřichází v úvahu, ledaže by původní křest byl chybný, protože nebyl učiněn ve jménu Nejsvětější Trojice.“

## Popis
Taková nejistota může vyplývat z otázek, zda osoba, která křest udělovala, používala Trojiční formuli. V některých případech se objevují pochybnosti o tom, zda církev, z níž někdo přestupuje, křtí platným způsobem. Jde o problém v případech, kdy je dítě nalezencem a není známo, zda bylo pokřtěno před jeho opuštěním. Dalším příkladem případu vyžadujícího podmíněný křest je situace, kdy byl proveden křest v nouzi s použitím znečištěné vody. Pak je platnost křtu zpochybněna. V takovém případě je podmínečný křest později proveden řádným vysluhovatelem svátosti s jistě platnou matérií.
Při běžném křtu vysluhovatel svátosti (v katolické církvi obvykle jáhen nebo kněz, ale někdy, zvláště když je křtěný v bezprostředním nebezpečí smrti, i laik) říká: „Já tě křtím ve jménu Otce i Syna i Ducha svatého“, a přitom lije vodu na hlavu křtěného nebo ho ponořuje do vody. Při podmínečném křtu vysluhovatel svátosti říká: „Nejsi-li pokřtěn, já tě křtím ve jménu Otce i Syna i Ducha svatého.“

## Ostatní případy
Pouze živé osoby mohou být příjemci svátostí. Pokud tedy není jisté, zda je křtěnec mrtvý (tj. jeho duše se oddělila od těla; v moderním smyslu je tomu tak zhruba prvních několik hodin po smrti), zní formule: „Jsi-li živý, křtím [...]“. V závažných případech anomálií při narození je (prakticky vždy nouzová) křestní formule: „Jsi-li člověk, křtím [...]“.
Stejně tak, pokud byl křest v nouzi proveden na jiné části těla než na hlavě (prakticky: při porodu) nebo na lůně těhotné ženy (u nenarozeného dítěte), má být dítě podmínečně znovu pokřtěno (s obvyklým „nejsi-li pokřtěn“), i když v případě nutnosti mají být nouzové křty provedeny tímto způsobem.